# 国道7号線 (韓国)

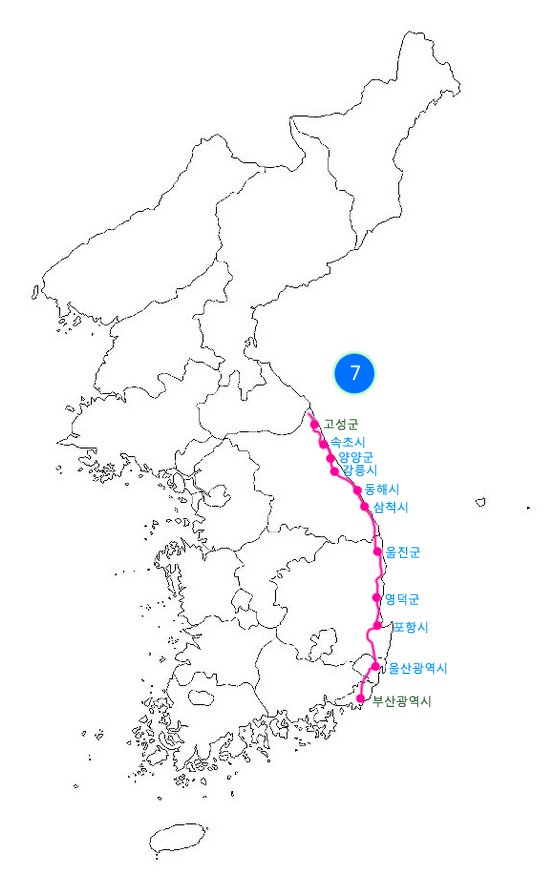
大韓民国の国道7号線の路線図、説明はほとんどハングルでできている。

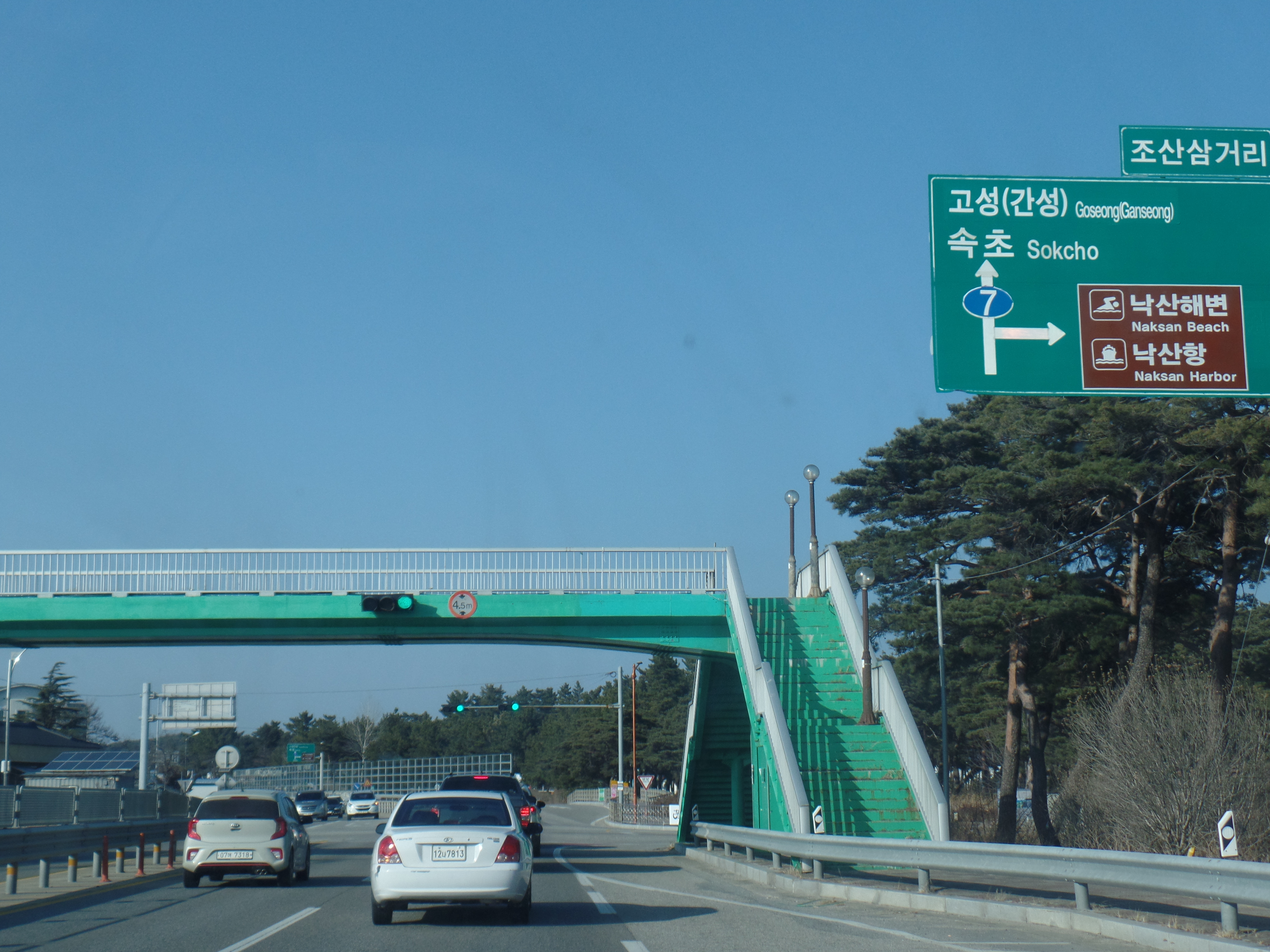
襄陽郡の造山三叉路付近。

国道7号線(釜山~穏城線、こくどうしちごうせん、ハングル: 국도 제7호선)は釜山広域市中区 中央洞の旧市庁交差点と咸鏡北道穏城郡有徳面を結ぶ大韓民国の一般国道である。路線のうち、慶州市の南慶州インターチェンジから東海市の東海インターチェンジの区間および襄陽郡の襄陽インターチェンジから高城郡の区間はアジアハイウェイ6号線()を構成する。総延長は1,192 kmであり、大韓民国による実効支配下の区間延長は484.3 kmである。

## 歴史
- 1971年8月31日 : 一般国道路線指定令により国道第7号線釜山-穏城線となった。

## 通過する自治体
- 釜山広域市
- 慶尚南道
  - 梁山市
- 蔚山広域市
- 慶尚北道
  - 慶州市
  - 浦項市
  - 盈徳郡
  - 蔚珍郡
- 江原特別自治道
  - 三陟市
  - 東海市
  - 江陵市
  - 襄陽郡
  - 束草市
  - 高城郡

## 交差する道路
高速道路
- 東海高速道路
- 京釜高速道路
- 釜山外郭循環高速道路（朝鮮語版）
- 蔚山高速道路
- 唐津-盈徳高速道路

国道
- 国道77号線
- 国道2号線
- 国道35号線 (韓国)（朝鮮語版）
- 国道14号線
- 国道24号線
- 国道31号線 (韓国)（朝鮮語版）
- 国道4号線
- 国道20号線 (韓国)
- 国道28号線 (韓国)
- 国道34号線 (韓国)（朝鮮語版）
- 国道88号線
- 国道36号線 (韓国)（朝鮮語版）
- 国道38号線 (韓国)（朝鮮語版）
- 国道42号線 (韓国)（朝鮮語版）
- 国道6号線
- 国道59号線 (韓国)（朝鮮語版）
- 国道44号線 (韓国)（朝鮮語版）
- 国道56号線
- 国道46号線